# Discografia de Paramore
Paramore é um grupo musical de rock alternativo dos Estados Unidos. Formado no ano de 2004 em Franklin, Tennessee, tem como integrantes Hayley Williams (vocalista), Jeremy Davis (baixista) e Taylor York (guitarrista). Ex-membros da banda incluem Jason Bynum, John Hembree, Hunter Lamb, Josh e Zac Farro. Sua discografia consiste em cinco álbuns de estúdio, dois ao vivo e vinte e seis singles.
O álbum de estreia do conjunto, All We Know Is Falling, foi lançado em agosto de 2005 pela gravadora Fueled by Ramen e foi certificado como disco de ouro no Reino Unido e na Austrália. O segundo trabalho de estúdio do Paramore, Riot!, de 2007, expandiu os músicos internacionalmente e no seu país de origem, onde atingiu o número quinze da sua principal tabela de álbuns, a Billboard 200, e foi autenticado como obra de platina pela Recording Industry Association of America (RIAA). Mundialmente, o produto vendeu mais de dois milhões de cópias. Sua primeira canção lançada como single, "Misery Business", ficou no 26° posto da compilação dos Estados Unidos Billboard Hot 100, enquanto a terceira, "Crushcrushcrush", é uma das com mais vendas digitais do globo, a partir de dados da Federação Internacional da Indústria Fonográfica (IFPI).
Um registro ao vivo da banda, The Final Riot!, foi distribuído em 2008 e chegou à 88ª colocação em território estadunidense. Naquele ano, o Paramore participou da trilha sonora do filme Crepúsculo com o primeiro single da coleção de faixas, "Decode". O terceiro álbum de estúdio do grupo, Brand New Eyes, de 2009, atingiu o topo das classificações de nações como Austrália, Irlanda, Nova Zelândia e Reino Unido, além de receber a certificação de ouro no Brasil. O disco rendeu os singles populares "Ignorance" e "The Only Exception"; o último teve seu pico no número 24 da Billboard Hot 100. O álbum mais recente da banda, Paramore, de 2013, chegou à primeira colocação na Billboard 200 e na 17ª em Portugal, tendo como músicas de divulgação "Now", "Still into You", "Daydreaming" e "Ain't It Fun". "Still into You" alcançou a 24ª posição na Billboard Hot 100 se igualando a "The Only Exception" de 2010 e "Ain't It Fun" por sua vez alcançou a 10ª posição, se tornando assim o primeiro top 10 da banda na Billboard e a música de maior sucesso no país.
Sua videografia relacionada consiste de dezessete vídeos musicais de todos os singles já lançados pela banda, um álbum contendo essas gravações e outro do The Final Riot! em formato audiovisual.

## Álbuns

### Álbuns de estúdio
| All We Know Is Falling - Lançamento: 2 de agosto de 2005 - Gravadora: Fueled by Ramen - Formato(s): CD, vinil e download digital | —  | —  | —  | —  | — | 35  | —  | —   | —  | —  | —  | 51 | —  | - RU: Ouro    | - EUA: +500.000 - Mundo: +1.180.000 |
| Riot! - Lançamento: 12 de junho de 2007 - Gravadora: Fueled by Ramen - Formato(s): CD, vinil e download digital                  | 15 | 63 | 47 | 66 | — | —   | 53 | 62  | 31 | 15 | —  | 24 | —  | - JAP: Ouro   | - EUA: 2.000.000                    |
| Brand New Eyes - Lançamento: 22 de setembro de 2009 - Gravadora: Fueled by Ramen - Formato(s): CD, vinil e download digital      | 2  | 7  | 1  | 6  | 3 | 36  | 1  | 19  | 7  | 1  | —  | 1  | 15 | - RU: Platina | - Mundo: +1.800.000                 |
| Paramore - Lançamento: 5 de abril de 2013 - Gravadora: Fueled by Ramen - Formato(s): CD, vinil e download digital                | 1  | 8  | 1  | 13 | 3 | 42  | 1  | 21  | 1  | 1  | 17 | 1  | 18 | - NZ: Ouro    |                                     |
| After Laughter - Lançamento: 12 de maio de 2017 - Gravadora: Fueled by Ramen - Formato(s): CD, vinil e download digital          | 6  | 18 | 3  | 10 | 9 | 75  | 4  | —   | —  | 7  | 18 | 4  | 29 | - RU: Prata   |                                     |
| This Is Why - Lançamento: 10 de fevereiro de 2023 - Gravadora: Fueled by Ramen - Formato(s): CD, vinil e download digital        | 2  | 6  | 1  | 16 | 8 | 107 | 2  | 100 | —  | 3  | 9  | 1  | 32 | - RU: Prata   |                                     |
| "—" indica uma obra que não entrou na tabela musical.                                                                            |    |    |    |    |   |     |    |     |    |    |    |    |    |               |                                     |

### Álbuns ao vivo
| Live in the UK 2008 - Lançamento: 29 de janeiro de 2008 - Gravadora: Fueled by Ramen - Formato(s): CD  | —  | —  | —   | —  | —   |             |
| The Final Riot! - Lançamento: 24 de novembro de 2008 - Gravadora: Fueled by Ramen - Formato(s): CD/DVD | 88 | 38 | 256 | 47 | 153 | - RU: Prata |
| "—" indica uma obra que não entrou na tabela musical.                                                  |    |    |     |    |     |             |

## Singles
| 2005                                                  | "Pressure"              | —   |    | —  | —  | —  | —  | —  | —   | —  | —  | —   | —  | - EUA: Ouro                | All We Know Is Falling                    |
| 2005                                                  | "Emergency"             | —   |    | —  | —  | —  | —  | —  | —   | —  | —  | —   | —  |                            | All We Know Is Falling                    |
| 2006                                                  | "All We Know"           | —   |    | —  | —  | —  | —  | —  | —   | —  | —  | —   | —  |                            | All We Know Is Falling                    |
| 2007                                                  | "Misery Business"       | 26  | 24 | 79 | —  | —  | 23 | 67 | —   | —  | —  | 17  | —  | - RU: Ouro                 | Riot!                                     |
| 2007                                                  | "Hallelujah"            | —   | —  | —  | —  | —  | —  | —  | —   | —  | —  | 139 | —  |                            | Riot!                                     |
| 2007                                                  | "Crushcrushcrush"       | 54  | —  | —  | —  | —  | 5  | —  | —   | —  | 32 | 61  | —  | - EUA: Platina - POR: Ouro | Riot!                                     |
| 2008                                                  | "That's What You Get"   | 66  | —  | —  | —  | —  | 33 | 92 | —   | —  | 35 | 55  | —  | - EUA: Platina             | Riot!                                     |
| 2008                                                  | "Decode"                | 33  |    | 47 | 12 | 59 | 24 | 48 | 10  | —  | 15 | 52  | 60 | - RU: Prata                | Twilight                                  |
| 2009                                                  | "Ignorance"             | 67  | 20 | 42 | 35 | 17 | —  | 96 | —   | 49 | 32 | 14  | 82 | - RU: Prata                | Brand New Eyes                            |
| 2009                                                  | "Brick by Boring Brick" | —   | 20 | —  | —  | —  | —  | —  | —   | —  | 29 | 85  | —  |                            | Brand New Eyes                            |
| 2010                                                  | "The Only Exception"    | 24  | —  | —  | 17 | —  | —  | 25 | —   | 28 | 13 | 31  | —  | - NZ: Ouro                 | Brand New Eyes                            |
| 2010                                                  | "Careful"               | 78  | —  | —  | —  | —  | 44 | —  | —   | —  | —  | 108 | —  |                            | Brand New Eyes                            |
| 2010                                                  | "Playing God"           | —   | —  | —  | —  | —  | 18 | —  | —   | —  | —  | 195 | —  |                            | Brand New Eyes                            |
| 2011                                                  | "Monster"               | 36  | 38 | —  | —  | —  | —  | 55 | —   | —  | 23 | 21  | —  | - EUA: Ouro                | Transformers: Dark of the Moon, The Album |
| 2013                                                  | "Now"                   | 103 | 16 | —  | 86 | —  | 30 | —  | —   | —  | —  | 39  | —  | - VEN: Ouro                | Paramore                                  |
| 2013                                                  | "Still Into You"        | 24  | 6  | —  | 5  | —  | 22 | 78 | 189 | 6  | 14 | 15  | —  | - VEN: Ouro                | Paramore                                  |
| 2014                                                  | "Ain't It Fun"          | 10  | 1  | —  | 32 | —  | 38 | 27 | —   | 55 | —  | 147 | —  | - CAN: Ouro                | Paramore                                  |
| 2017                                                  | "Hard Times"            | 90  | 6  | —  | 61 | —  | —  | 65 | —   | 54 | —  | 34  | —  | - RU: Prata                | After Laughter                            |
| 2017                                                  | "Told You So"           | —   | 16 | —  | —  | —  | —  | —  | —   | —  | —  | —   | —  |                            | After Laughter                            |
| 2017                                                  | "Fake Happy"            | —   | 33 | —  | —  | —  | —  | —  | —   | —  | —  | —   | —  |                            | After Laughter                            |
| 2018                                                  | "Rose-Colored Boy"      | —   | 27 | —  | —  | —  | —  | —  | —   | —  | —  | —   | —  | - RU: Prata                | After Laughter                            |
| 2018                                                  | "Caught in the Middle"  | —   | —  | —  | —  | —  | —  | —  | —   | —  | —  | —   | —  |                            | After Laughter                            |
| 2022                                                  | "This Is Why"           | 108 | 15 | —  | —  | —  | —  | —  | —   | 90 | —  | 61  | —  |                            | This Is Why                               |
| 2022                                                  | "The News"              | —   | 34 | —  | —  | —  | —  | —  | —   | —  | —  | —   | —  |                            | This Is Why                               |
| 2023                                                  | "Running Out of Time"   | —   | 18 | —  | —  | —  | —  | —  | —   | —  | —  | 74  | —  |                            | This Is Why                               |
| "—" indica uma obra que não entrou na tabela musical. |                         |     |    |    |    |    |    |    |     |    |    |     |    |                            |                                           |

### Outras canções
| 2009                                                  | "Turn It Off"  | —  | 150 | Brand New Eyes |
| 2013                                                  | "Ain't It Fun" | 32 | —   | Paramore       |
| "—" indica uma obra que não entrou na tabela musical. |                |    |     |                |

## Videografia

### Álbuns de vídeo

#### Vídeos de turnês musicais
| Detalhes do álbum | Notas |
| --- | --- |
| The Final Riot! - Lançamento: 21 de março de 2009 - Gravadora: Fueled by Ramen - Estúdio: Summit Entertainment - Formato(s): Blu-ray | - Contém a The Final Riot! Tour, gravada no Congress Theater de Chicago, Estados Unidos em 12 de agosto de 2008. O documentário 40 Days of Riot! está incluído no lançamento. |

#### Compilações de vídeo
| Detalhes do álbum | Notas |
| --- | --- |
| Paramore's Videos. All of Them. Ever. - Lançamento: 11 de maio de de 2010 - Gravadora: Fueled by Ramen - Formato(s): Download digital | - Lançamento exclusivo pela iTunes Store contendo os vídeos de "All We Know", "Emergency", "Pressure", "Misery Business", "Crushcrushcrush", "That's What You Get", "Decode", "Ignorance", "Brick by Boring Brick" e "The Only Exception". |

### Vídeos musicais
| Ano  | Obra                            | Diretor             |
| ---- | ------------------------------- | ------------------- |
| 2005 | "All We Know"                   | Dan Dobi            |
| 2005 | "Pressure"                      | Shane Drake         |
| 2006 | "Emergency"                     | Shane Drake         |
| 2007 | "Misery Business"               | Shane Drake         |
| 2007 | "Hallelujah"                    | Big TV!             |
| 2007 | "Crushcrushcrush"               | Shane Drake         |
| 2008 | "That's What You Get"           | Marcos Siega        |
| 2008 | "Decode"                        | Shane Drake         |
| 2009 | "Ignorance"                     | Honey               |
| 2009 | "Brick by Boring Brick"         | Meiert Avis         |
| 2010 | "The Only Exception"            | Brandon Chesbro     |
| 2010 | "Careful"                       | Brandon Chesbro     |
| 2010 | "Playing God"                   | Brandon Chesbro     |
| 2011 | "Monster"                       | Shane Drake         |
| 2013 | "Now"                           | Daniel Cloud Campos |
| 2013 | "Still Into You"                | Isaac Rentz         |
| 2013 | "Anklebiters"                   | Jordan Bruner       |
| 2013 | "Daydreaming"                   | Julian Acosta       |
| 2014 | "Ain't it Fun"                  | Sophia Peer         |
| 2014 | "Last Hope"                     | Michael Thelin      |
| 2014 | "Hate Too See Your Heart Break" |                     |
| 2017 | "Hard Times"                    | Andrew Joffe        |
| 2017 | "Told You So"                   | Aaron Joseph        |